# ルカス・ペルマン
ルカス・ペルマン（Lukas Perman, Lukas Permanschlager, 1980年10月24日 - ）は、オーストリアのウィーンを中心に活動するミュージカル俳優、歌手。『ロミオとジュリエット』のロミオ、『エリザベート』のルドルフ、『ダンス・オブ・ヴァンパイア』のアルフレートなどの役で知られる。2007年の『ウィーン版エリザベート』来日公演にルドルフ役として出演して以降、日本でもコンサート活動を行う。

## 経歴
オーストリアのブラウナウ出身。ザルツブルクの音楽大学で1年間声楽を学んだ後、ウィーン市立音楽院の音楽エンターテイメント演劇コースで学んだ。
2002年、ORF（オーストリア国営放送）制作の『スターマニア』のファイナリストとなる。
2003年、1stシングル『When the Evening Falls』をリリース。このシングルでオーストリアのトップ10入りを果たす。秋からはアン・デア・ウィーン劇場の『エリザベート』にルドルフ役のセカンドキャスト、およびアンサンブルとして出演。
2004年、夏に『エリザベート（コンサート版）』のイタリア、トリエステ公演に参加。秋からはアン・デア・ウィーン劇場にて、ルドルフ役のファーストキャストとして出演。
2005年、フランス発のミュージカル『ロミオとジュリエット』のウィーン初演でロミオ役を演じ、ジュリエット役のマジャーン・シャキと共に大成功を収める。
2007年、『ウィーン版エリザベート』来日公演（大阪、東京）にルドルフ役として出演。以降、年1回程度来日コンサートに参加するようになる。『エリザベート』終演後、大阪、東京にて『ルカス・ペルマン×中川晃教ジョイントコンサート』に出演。
2008年1月〜2月、大沢たかお主演の『ファントム』（大阪、名古屋、東京）にフィリップ・シャンドン伯爵役（パク・トンハとのダブルキャスト）で出演。2月に日本デビュー・シングルCD「グッバイ・モーニング」をリリース。『ファントム』終演後『ルカス・ペルマン＋マジャーン・シャキ　スペシャルライブ』をマジャーン・シャキと共にビルボードライブ大阪にて行う。5月には、ウィーン版エリザベート招聘一周年記念『ウィーン・ミュージカル・コンサート』（大阪）に出演。
2009年、『Super Live Vol.2 LOVE LEGEND』（東京、大阪）にマジャーン・シャキ、マテ・カマラスらと共に出演。9月からは、ローナッハ劇場での『ダンス・オブ・ヴァンパイア』ウィーン再演にてアルフレート役を演じる。
2010年3月、『ダンス・オブ・ヴァンパイア』の出演の合間を縫って来日し『Frank & Friends / Mitsuko』大阪公演の2日間のみリヒャルト・クーデンホーフ＝カレルギー役で出演。
2012年、マジャーン・シャキとデュオMarjan Und Lukasとしてアルバム『Luft Und Liebe』を発表。今後は活動の場をミュージカルからスタジオに移すとも語っている。
2012年 『ウィーン版ミュージカル　エリザベート20周年記念コンサート〜日本スペシャルヴァージョン〜』（梅田芸術劇場メインホール、東急シアターオーブ）出演。

## 人物
- 日本公演に参加したことがきっかけとなり、日本語の勉強を始めた。平仮名、片仮名は書くことができ、コンサートのMCにおいて日本語で話すこともある。
- マーク・ザイベルトとは、同じ学校でミュージカルを学んだ10年来の友人である。ミュージカルでも多く共演している。